# Molophilus erebus
Molophilus erebus là một loài ruồi trong họ Limoniidae. Chúng phân bố ở miền Australasia.